# Jan Klenberg
Jan Gottfried Klenberg, född 22 oktober 1931 i S:t Michel, död 28 augusti 2020, var en finländsk sjöofficer som var försvarsmaktens kommendör mellan 1990-1994.

## Biografi
Klenberg, som var son till veterinärgeneralmajoren Gotthelm Klenberg, genomgick efter sin militära grundutbildning Krigshögskolan 1959–1961 och var bedrev under en tid forskning i internationell politik vid Harvard University. Under sin karriär var han bland annat chef för försvarskurserna 1974–1977, kommendör för sjöstridskrafterna 1980–1983, chef för huvudstaben 1983–1990, blev amiral 1990 och slutligen blev som förste sjöofficer kommendör för försvarsmakten 1990–1994. Han var kansler för Frihetskorsets orden 2003–2007. 
Han medarbetade i flera militära tidskrifter och publicerade bokverket The Cap and the Straits: Problems of Nordic Security (1968).

## Utmärkelser
- Riddartecknet av I klass av Finlands Vita Ros’ orden,  1970[6]
- Kommendör av Oranien-Nassauorden,  1974[6]
- Kommendörstecknet av Finlands Lejons orden,  1978[6]
- Kommendör av 1. klass av Nordstjärneorden,  1979[6]
- Militärens förtjänstmedalj,  1979[6]
- Kommendör med stora korset av Nordstjärneorden,  1983[6]
- Kommendörstecknet av I klass av Finlands Vita Ros’ orden,  1984[6]
- Försvarsgillenas förtjänstmedalj,  1985[6]
- Förtjänstmedaljen för befolkningsskyddsarbete av 1. klass,  1987[6]
- Gränsbevakningsväsendets förtjänstkors,  1988[6]
- Reservistförbundet – Reservunderofficers-förbundets förtjänstkors med spänne,  1990[6]
- Norska förtjänstordens storkors,  1991[6]
- Storkorset av Finlands Vita Ros’ orden,  1991[6]
- Kadettkårens förtjänstmedalj,  1991[6]
- Krigsinvalidernas förtjänstkors,  1992[6]
- Kommendör av Legion of Merit,  1992[6]
- Storofficer av Nationalförtjänstorden,  1993[6]
- Ingenjörofficersförbundets förtjänstmedalj,  1994[6]
- Storkors av Dannebrogorden,  1994[6]
- 1:a graden av Örnkorsets orden,  3 februari 2003[7]
- Frihetskorsets storkors,  4 juni 2007[8]

[Redigera Wikidata]